# アカカザリフウチョウ
アカカザリフウチョウ （赤飾風鳥、学名：Paradisaea raggiana）は、スズメ目フウチョウ科の鳥類。パプアニューギニアの国鳥で、国旗と国章に描かれている。種小名はジェノヴァの貴族フランチェスコ・ラッジ侯爵にちなみ、同じくジェノヴァ出身の探検家・博物学者ルイージ・ダルベルティスの依頼により命名された。

## 形態
体長34cmの大型のフウチョウ。赤茶色の体に灰色がかった青い嘴を持ち、虹彩は黄色。雄は黄色い頭頂部と濃いエメラルドグリーンの喉を持ち、喉と黒っぽい胸の間に黄色い帯がある。尾には針金のように細い飾り羽が1対あり、胸の脇にも大きな飾り羽を持つ。脇の飾り羽の色は、赤からオレンジ色まで亜種によって変異がある。基準亜種P. r. raggianaの飾り羽は深紅だが、ニューギニア島北東部に生息するアウグステヴィクトリアアカカザリフウチョウ（P. r. augustavictoriae Cabanis）の飾り羽は杏色である。雌は赤茶色で目立たない。

## 生態
配偶システムは一夫多妻制で、雌はピンクがかった薄黄土色の卵を1個から2個産む。主に果実と節足動物を食べる。

## 分布
ニューギニア島東部の熱帯雨林に分布する。

## ギャラリー

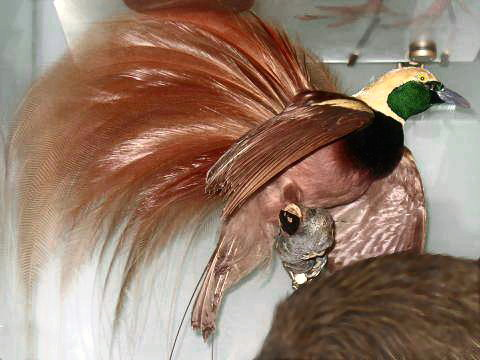
パプアニューギニアの国旗